# Ichneumon tricinctus
Ichneumon tricinctus är en stekelart som beskrevs av Franz Paula von Schrank 1785. Ichneumon tricinctus ingår i släktet Ichneumon och familjen brokparasitsteklar. Inga underarter finns listade i Catalogue of Life.